# SRF-39
Sony Walkman SRF-39 — це портативний радіоприймач діапазону AM / FM, представлений у 1992 році компанією Sony.

## Опис
Радіоприймач використовує лише одну батарейку типу АА завдяки своїй низьковольтній аналоговій електроніці. Це один з перших радіоприймачів, у якому використано 30-контактну інтегральну схему CXA1129N та феритову антену, що забезпечило високу чутливість та селективність прийому, завдяки чому ці приймачі популярні серед радіоаматорів для роботи в режимі DXing.

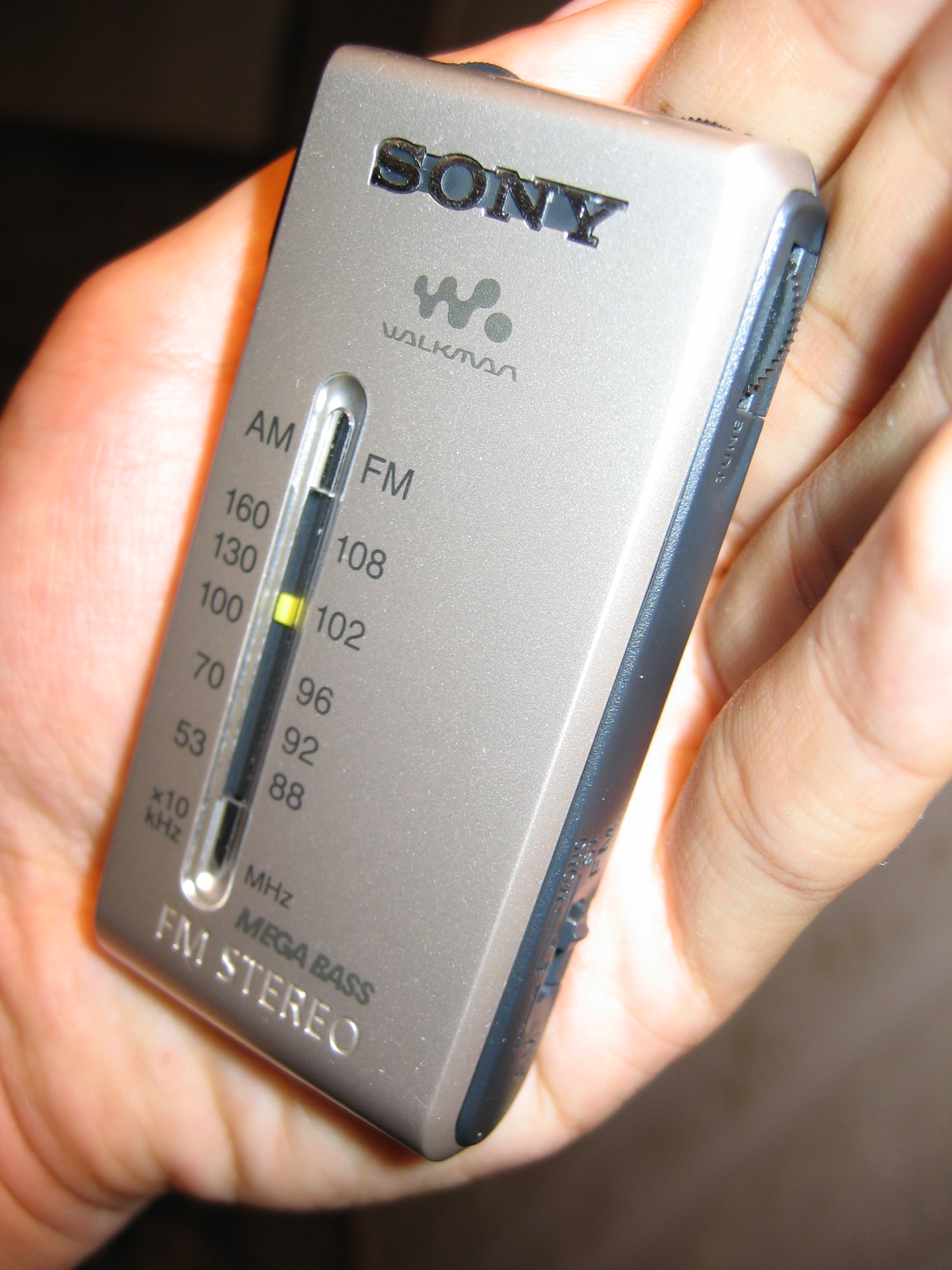
Sony Walkman SRF-S84

## Варіанти
- SRF-39[8]
- SRF-39FP (має прозорий корпус для запобігання приховуванню контрабанди[9][4][10])
- SRF-49 (1997[11][12][13][14][15])
- PSY-03 (1999[12])
- SRF-59 (2001[16][17][18])

SRF-S80, SRF-S83 та SRF-S84 використовують ту саму інтегральну схему, але мають значно менші розміри та працють від однієї батарейки типу AAA.